# Abdelmalek Madani
Pour les articles homonymes, voir Madani.
Abdelmalek Madani, né le 28 février 1983, est un coureur cycliste algérien.

## Biographie
Le 21 avril 2018, il est suspendu quatre ans pour dopage après avoir été contrôlé positif en 2017.

## Palmarès et résultats

### Palmarès par année
- 2008
  - 2e du championnat d'Algérie du contre-la-montre
  -  Médaillé de bronze au championnat d'Afrique sur route
- 2009
  -  Champion d'Algérie du contre-la-montre
  - 1re et 2e étapes du Tour de Tipaza
  - 2e du championnat d'Algérie sur route
  - 3e du Perlis Open
- 2010
  -  Champion d'Algérie du contre-la-montre
  - 8e du championnat d'Afrique sur route
- 2011
  - Grand Prix Souk Ahras
  - 3e étape du Tour du Faso
  - 3e du Challenge du Prince - Trophée princier
- 2012
  -  Médaillé d'argent sur route au championnat arabe des clubs
  - 2e du championnat d'Algérie sur route
  - 2e du Challenge du Prince - Trophée princier
- 2013
  -  Champion arabe du contre-la-montre par équipes (avec Azzedine Lagab, Youcef Reguigui et Fayçal Hamza)
  - 2e du championnat d'Algérie sur route
  -  Médaillé d'argent au championnat d'Afrique du contre-la-montre par équipes
  -  Médaillé de bronze au championnat arabe du contre-la-montre
  -  Médaillé de bronze au championnat arabe sur route
- 2014
  - 2e du championnat d'Algérie du contre-la-montre
  - 3e du championnat d'Algérie sur route
- 2015
  - 1re étape du Tour international de Constantine
  - 2e du championnat d'Algérie sur route
  - 2e du Tour international de Constantine
- 2016
  - Grand Prix du Chahid de Mascara
- 2017
  - 1re étape du Tour des Zibans

### Classements mondiaux
| Année                                 | 2008 | 2009 | 2010 | 2011 | 2012 | 2013 | 2014 | 2015 | 2016  | 2017  |
| ------------------------------------- | ---- | ---- | ---- | ---- | ---- | ---- | ---- | ---- | ----- | ----- |
| Classement mondial                    |      |      |      |      |      |      |      |      | 2455e | 1331e |
| UCI Asia Tour                         | nc   | 84e  | nc   | nc   | nc   | nc   | nc   | nc   | nc    | nc    |
| UCI Africa Tour                       | 66e  | 32e  | 141e | 45e  | 16e  | 58e  | 73e  | 28e  | 209e  | 66e   |
|                                       |      |      |      |      |      |      |      |      |       |       |
| Légende : nc = non classéSource : UCI |      |      |      |      |      |      |      |      |       |       |